# زیردریایی یو-۹۶۲
زیردریایی یو-۹۶۲ (به انگلیسی: German submarine U-962) یک زیردریایی بود که طول آن ۶۷٫۱ متر (۲۲۰ فوت ۲ اینچ) بود. این زیردریایی در سال ۱۹۴۲ ساخته شد.